# Lilium grayi
Lilium grayi är en liljeväxtart som beskrevs av Sereno Watson. Lilium grayi ingår i släktet liljor, och familjen liljeväxter. Inga underarter finns listade.

## Bildgalleri

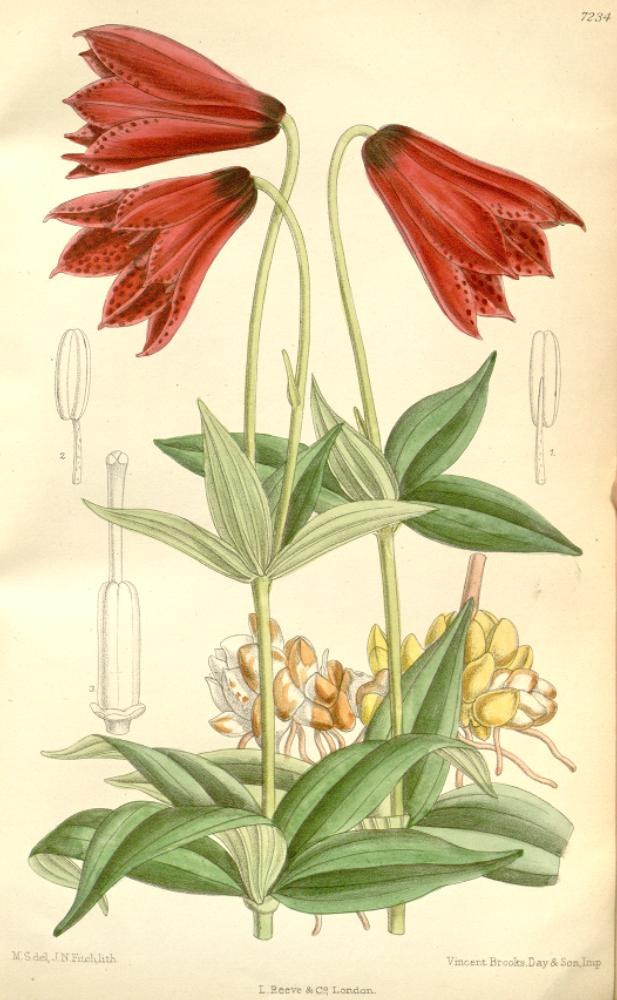
Lilium grayi
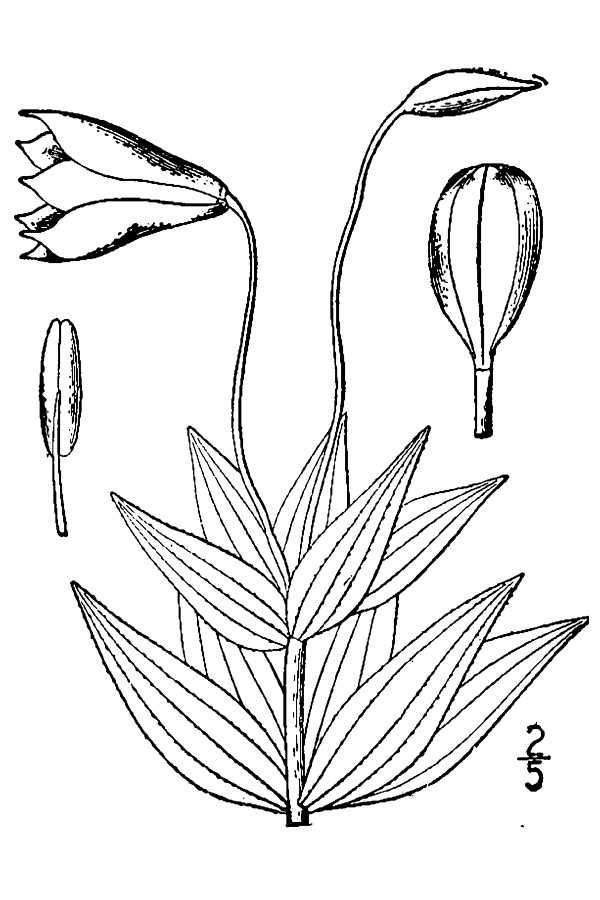
Lilium grayi